# Ящерица под женской кожей
«Ящерица под женской коже»» (англ. Lizard in a Woman's Skin) или «Ящерица в женском обличии» (итал. Una lucertola con la pelle di donna) — кинофильм режиссёра Лучо Фульчи, психоделический джалло.

## Сюжет
Кэрол Аммонд — дочь лондонского адвоката. Ей постоянно снятся кошмарные сны с эротическим подтекстом. В этих снах она занимается любовью со своей знакомой фотомоделью Юлией Дюрер, а в одном из снов убивает её кинжалом. Кэрол рассказывает о своих снах своему психиатру, он толкует её последний сон как освобождение от обязательств.
А в это время Юлия Дюрер убита на самом деле, утром её нашли изрезанной канцелярским ножом. А Кэрол становится основной подозреваемой. Свидетелями совершённого убийства оказываются парочка хиппи, но они были одурманены ЛСД — Кэрол их тоже видела в своих снах. Отцу Кэрол удаётся вытащить дочь из заключения под залог. Инспектор же Корвин ищет нить, за которую можно ухватиться в этом деле.
Пытается разобраться в убийстве и муж Кэрол Франк, который пытается расшифровать сны. Немного позже обвинёным в убийстве оказывается и отец Кэрол, он не может вынести такого позора и заканчивает жизнь самоубийством. В конце выясняется, что на самом деле Дюрер была убита самой Кэрол, у которой с ней была лесбийская связь. Кэрол убила её и придумала себе психоаналитическое алиби, чтобы замаскировать совершённое преступление и избежать скандала.

## В ролях
- Флоринда Болкан — Кэрол Хэммонд
- Стэнли Бейкер — инспектор Корвин
- Жан Сорель — Фрэнк Хэммонд, муж Кэрол
- Сильвия Монти — Дебора, любовница Фрэнка
- Анита Стриндберг — Джулия Дюрер
- Альберто де Мендоса — сержант Брэндон
- Пенни Браун — Дженни, девушка-хиппи
- Майк Кеннеди — Хуберт, парень-хиппи

## Специальные эффекты
В одном из эпизодов этого фильма были показаны изувеченные, но ещё живые собаки, которые страдали от боли. Режиссёра обвинили в жестокости по отношению к животным, и он предстал перед судом, ему даже грозил тюремный срок. Но Карло Рамбальди, который делал спецэффекты в этой картине, принёс в здание суда муляжи, которые использовались на съёмках фильма, продемонстрировал их в работе, чем доказал невиновность Лучо Фульчи.
В сцене же с летучими мышами Рамбальди специально создал механических летучих мышей, которые скользили на проводах и махали крыльями. Впоследствии к мышам были добавлены наложения их теней. Эта сцена, по словам Фульчи, впечатлила самого Марио Бава.

## Факты
- Флоринда Болкан, исполнившая в этом фильме главную роль Кэрол, также снималась в телесериале «Спрут», в котором она играла графиню Ольгу, влюбленную в комиссара Катани.
- Известно две версии фильма, одна из которых урезана и в ней отсутствуют указанные выше сцены с собаками, а также сцена, в которой можно видеть держащую свои внутренности девушку.[2]
- По словам Лучо Фульчи концовка фильма могла предусматривать два варианта — фантастический и детективный. На последнем варианте настояли продюсеры фильма.[1]